# Evoluční teorie her
Evoluční teorie her je aplikace teorie her na rozvíjení populací v biologii. Definuje rámec soubojů, strategie a analýz, do kterých může být promítána darwinovská konkurence. Vzniká v roce 1973 formalizací soubojů analyzovaných jako strategie a matematickými kritérii, které mohou předpovědět výsledek soutěživých strategií.
Evoluční teorie her se liší od klasické teorie her větším zaměřením na dynamiku strategické změny. To je především ovlivněno frekvencí soutěžících strategií v populaci.
Evoluční teorie her tak pomohla vysvětlit základy altruistického chování v Darwinově evoluční teorii. Díky tomu se o ni začali zajímat ekonomové, sociologové a filosofové.

## Historie

### Klasická teorie her
Klasickou nekooperativní teorii her představil John von Neumann, aby zjistil nejlepší možné strategie v soutěžích mezi protivníky. Souboj zahrnuje hráče, kteří mají soubor tahů a možností. Hra může být jednokolová, nebo se může opakovat. Přístup, který si hráč zvolí k dané hře, tvoří jeho strategii. Pravidla určují výsledky tahů učiněných hráči a výsledky pro hráče zaručují určité zisky – pravidla a následné zisky mohou být vyjádřeny jako „stromy rozhodnutí“ nebo jako „payoff matrix“. Klasická teorie her nutí hráče k racionálním rozhodnutím. K tomu, aby hráč mohl učinit své kroky, musí brát v potaz analýzu strategie svých protivníků.

### Otázka ritualizovaného chování
Evoluční teorie her začala s otázkou, jak vysvětlit ritualizované chování zvířat v konfliktní situaci – „Proč se zvířata chovají tak gentlemansky, nebo dámsky v souboji o zásoby?”. Jedni z předních etologů Niko Tinbergen a Konrad Lorenz navrhli, že takové chování existuje kvůli prospěchu druhů. John Maynard Smith to považoval za neslučitelné s darwinovskou myšlenkou, kde selekce probíhá na individuální úrovni, takže je samolibost odměněna, a naopak snaha o společné dobro není. Maynard Smith, matematický biolog, se dostal k teorii her doporučením od George Price, i když již pokusy Richarda Lewontina využít tuto teorii selhaly.

### Adaptace teorie her do evolučních her
Maynard Smith si uvědomil to, že evoluční verze teorie her nepožaduje po hráčích, aby hráli racionálně. Požaduje pouze to, aby měli strategii. Výsledek hry ukazuje, jak dobrá zvolená strategie byla – stejně jako evoluce neustále testuje alternativní strategie pro přežití a rozmnožování. V biologii jsou strategie geneticky zděděné vlastnosti, které ovládají rozhodování jedince. Úspěšnost strategie závisí na jejím projevení v soutěživém prostředí s jinými strategiemi a jejich frekvencí. Maynard Smith popsal svůj výzkum v knize „Evoluce a teorie her“.
Hráči se snaží co nejvíce rozmnožovat, kvůli možnosti přežití. Vždy je to hra o více hráčích s několika protivníky. Pravidla zahrnují replikační model – vhodnější hráč má více potomků, zatímco méně kvalitní hráč jich má méně. Replikační model zahrnuje dědičnost, ale ne mutace, a kvůli jednoduchosti se zakládá na asexuální reprodukci. Hry jsou opakovány stále dokola bez konečných podmínek. Výsledky vypovídají o změnách v populacích, úspěších strategií a jakékoliv nastolení rovnováhy. Oproti klasické teorii her si hráči nevybírají svoji strategii a nemohou ji změnit. Se strategií se rodí, a stejně tak i jejich potomci dědí stejnou strategii.

## Evoluční hry

### Modely
Evoluční teorie her zahrnuje Darwinovu evoluci včetně soutěže, přirozeného výběru a dědičnosti. Evoluční teorie her přispěla k hlubšímu poznání výběru skupiny, rozmnožovacího výběru, altruismu, rodičovské péče, koevoluce a ekologické dynamiky. Mnoho nelogických situací v těchto oblastech bylo vysvětleno použitím těchto modelů.
Běžný způsob výzkumu evolučních dynamik v hrách probíhá skrze replikační rovnice. Ty ukazují růst proporcí hráčů využívajících jednu strategii a to, že jsou proporce rovny rozdílu mezi průměrným ziskem ze strategie u jedince a průměrným ziskem ze strategie u celkové populace. Navazující replikační rovnice pracují s nekonečnou populací, nepřetržitým časem a čistokrevnou strategií. Atraktory neboli pevné body rovnice jsou obdobou evolučního stabilního prostředí. Strategie, která může přežít všechny mutantní strategie, je považována za evolučně stabilní. V kontextu chování živočichů to znamená, že takové strategie jsou naprogramovány a silně ovlivněny genetikou, tudíž předurčují jakoukoli strategii hráčů dopředu.
Evoluční hry jsou matematické objekty s rozdílnými pravidly, zisky a matematickým chováním. Každá hra představuje rozdílné problémy, se kterými se hráči musí vypořádat, a strategie, které si mohou osvojit za účelem přežití a reprodukce.
Existuje několik druhů evolučních her: Jestřáb a holub, War of Attrition („Vyhlazovací válka“), Stag Hunt („Lov jelenů“), Tragedy of the Commons („Tragédie lidu“), Vězňovo dilema. Rozdílné strategie si konkurují v určitých pravidlech podle dané hry a ke zjištění výsledků a chování hráčů se používá matematika.

#### Jestřáb a holub
Ve hře „Jestřáb a holub“ je možno sdílet zdroje, díky čemuž získají výhody oba párově soupeřící holubi. Když není možné sdílet zdroje, ale je možné získat náhradní ucouvnutím nebo jiným snažením, je hra “Jestřáb a holub” méně účinná. Pokud je nesdílný zdroj zkombinovaný s vysokou pravděpodobností prohry souboje (zranění, nebo smrt), šance na zisk obou (jestřába a holuba) se ještě více zmenšuje. Jako bezpečnější strategie se nabízí blufování. Hra se tak stane hrou na výdrž. Kdo toho více vydrží, ten z toho těží, zatímco ten, který prohrál, nemá žádný zisk. Výsledná evoluční teorie hry matematikou tedy vede k nejlepší možné strategii načasovaného blufování.

#### War of Attrition („Vyhlazovací válka“)
Ve hře „War of Attrition“ se musí hrát s tzv. „poker face“, tedy nedávat protivníkovi najevo své úmysly, jinak by toho mohl zneužít. Avšak existuje mutantní strategie, která může vylepšit blufování pomocí vhodné asymetrie – strategie buržoazní. Buržoa využívá asymetrie k prolomení patové situace. V přírodě je jednou z možných asymetrií vlastnictví zdroje. Strategie je hrát jestřába, pokud je hráč v pozici s vlastnictvím zdroje. Pokud není, má nejdříve blufovat, a potom utéct. Ačkoliv to vyžaduje daleko větší kognitivní schopnosti než hraní jestřába, je buržoazní strategie běžná u mnoha zvířecích soubojů.

### Sociální chování
Hry jako „Jestřáb a holub“ a „War of Attrition“ představují soutěž mezi jednotlivci a nemají žádnou sociální interakci. Pokud se uplatňují sociální vlivy, mají hráči čtyři možné alternativy pro zapojení strategií. Toto se projevuje na přiřazené hodnotě, kde kladné znaménko (plus) znamená určitý zisk a záporné (minus) určité výdaje.

## Signalizace, sexuální selekce a princip handicapu
Kromě hledání odpovědi na otázku „Proč altruismus existuje ve většině vyvinutých organismů“, se Darwin také zabýval jiným problémem – proč má tak podstatné číslo druhů fenotypické znaky, které jsou evidentně znevýhodňující pro jejich přežití, a měly by být přírodním výběrem odstraněny (např. nevhodná struktura per na ocase páva).
Problémy biologického života po analýze nejsou natolik rozlišné od problémů, které definují ekonomii – jezení (získání zdroje a správa zdrojů), přežití (soutěžící strategie) a reprodukce (investice, risk a návratnost). Teorie her byla originálně pojata jako matematická analýza ekonomických procesů. To se osvědčilo i v aplikaci na vysvětlení biologického chování.  Další důležitá úprava modelu evoluční teorie hry, která má ekonomické náznaky, se opírá o analýzu nákladů. Jednoduchý model nákladů předpokládá, že všichni hráči trpí stejným postihem nákladů hry, to ale není tento případ. Úspěšnější hráči nasbírají větší rezervy bohatství než méně úspěšní hráči. Tento efekt bohatství je v evoluční teorii her zastupován matematicky jako „potenciál dostupných zdrojů (PDZ)“ a ukazuje, že efektivní náklady pro hráče s vyšším PDZ nejsou tak velké jako náklady pro hráče s nižším PDZ. Jednotlivec, který má více PDZ, je tedy žádanějším partnerem k rozmnožování. Z toho vychází, že se sexuálním výběrem podle PDZ, se museli hráči naučit dávat to pravdivě najevo. Amotz Zahavi představil myšlenku principu handicapu, kde lepší hráči dávají najevo svou vyšší kvalitu nákladnou ukázkou. Tím, že si jedinci s vyšším PDZ mohou takové náklady dovolit, stává se taková ukázka pravdivou, a může být přijata. Nikde jinde v přírodě není tato teorie lépe vidět než na nádherných pavích perech. Matematický důkaz principu handicapu vyvinul Alan Grafen s použitím modelu evoluční teorie her.